# 曲球

An animated diagram of a 12-6 curveball

曲球是棒球中的一種球路，使用特定的握法和手部動作；握球時，食指與中指握在球的外側縫線處，出手時藉著手腕的順時針方向旋轉與手指的向下施力，使球造成旋轉，進而產生垂直向的分力。加上重力的作用，球在進入本壘板前的垂直掉落幅度遠大於快速球。
曲球於1867年首次在比賽出現，是最古老的變化球。曲球的種類包括 12–6曲球（12to6 Curve）、威力曲球（Power Curve)和彈指曲球（Knuckle Curve）；與曲球關係密切的球路有滑球（Slider）和滑曲球（Slurve），球的「曲度」因投手而異。

## 概述
曲球（Curveball）是棒球和壘球中的一種變化球球路，其特點是球速較慢，並以大幅拋物線軌跡飛行，在接近本壘時迅速下墜，通常會向投手慣用手的反方向大幅彎曲。曲球的種類包括12–6曲球（12to6 Curve)、強力曲球（Power Curveball）和彈指曲球（Knuckle Curve）。滑球（Slider）和滑曲球（Slurve）是曲球的近親變化球。不同投手的曲球在彎曲幅度和軌跡上各有差異。
歷史與起源
曲球是所有變化球的始祖，據稱由Candy Cummings於1864年發明，並在1867年首次於正式比賽中亮相。MLB百年歷史中，Addie Joss以僅74球完成完全比賽，展示了曲球的尾勁與精準控制，被公認為投曲球的頂尖大師。
物理學與技術特性
根據柏努利定理，球體會朝旋轉方向彎曲，旋轉速度越快，彎曲角度越鋒利。曲球的旋轉軸通常介於上旋（Topspin）與側旋（Sidespin）之間，若旋轉軸傾向上旋，則縱向變化明顯；若偏向側旋，則橫向變化更大。曲球的軌跡呈拋物線狀，因此到達本壘的時間較長，容易給打者造成「減速」或「球踩剎車」的錯覺。
曲球被認為是與快速球截然相反的球路，其大幅拋物線軌跡從出手起便清晰可見，而其他垂直下墜的變化球則通常在直線飛行後突然下墜。
投球技術與應用
投手的手腕和手臂柔軟性對於投出犀利曲球至關重要。阿爾·坎帕尼斯（Al Campanis）指出，側投方式更容易投曲球，但為了對打者有更大壓制力，通常建議採用上肩投球（Overhand）或斜肩投球（Three-quarters）投法。右投手的曲球對右打者效果顯著，但對左打者效果較差。
曲球常用於改變投球節奏、干擾打者的視線和擊球時機。例如：江川卓、桑田真澄、工藤公康、桑迪·柯法克斯（Sandy Koufax）、亞當·溫賴特（Adam Wainwright）、賈斯丁·韋蘭德（Justin Verlander）、克萊頓·克蕭（Clayton Kershaw）和史蒂芬·史崔斯伯格（Stephen Strasburg）均以曲球作為決勝球。即使變化幅度小或缺乏犀利的曲球，也能作為「示範球」，提升其他球路的效果。
川口和久提到，曲球還能用來修正投球姿勢。比賽中，若投手因手肘位置過低導致控球失準，多投曲球有助於提高手肘位置，進而矯正姿勢。金田正一和桑田真澄在狀態不佳時亦採用此法，甚至在牛棚練習中藉由投曲球修正出手點。
伊東勤和岩本勉指出，曲球相比其他球路不需全力投出，因此較不易累積疲勞。同時，大幅拋物線軌跡能有效干擾打者視線與時機。
風險與挑戰
曲球的控球相對容易，是初學者常學習的第一種變化球。然而，由於旋轉方向與快速球相反，若打者掌握得當，曲球容易被擊成全壘打。此外，變化幅度不夠或控球不準的曲球，在日本常被戲稱為「尿遁曲球」。
語義與文化影響
「投出一顆曲球」（to throw a curveball）在語義上被引申為引入意外或重大偏差，是常見的比喻語。

## 曲球的歷史與起源
曲球（Curveball）是棒球中最早的變化球，被稱為所有變化球的始祖。據說由坎迪·卡明斯（Candy Cummings）於1864年發明，並於1867年首次在正式比賽中亮相。他的靈感來自兒童遊戲，模仿投擲蚌殼在空中旋轉的動作。然而，另一種說法認為曲球的發明者是弗雷德·戈德史密斯（Fred Goldsmith）。1870年8月16日，戈德史密斯在紐約布魯克林的「卡皮特林球場」（Capitoline Grounds）進行示範投球，展示曲球的變化並非視覺錯覺。運動記者亨利·查德威克（Henry Chadwick）也參與了這場歷史性的展示。

### 歷史與早期發展
曲球在19世紀60至70年代成為重要的棒球球路，但其發明權曾引發爭議。斯蒂芬·卡茨（Stephen Katz）的研究指出，戈德史密斯的說法可能不可靠，並認為其他聲稱發明曲球的投手大多是在卡明斯之後才學會投曲球。普林斯頓大學的F.P.亨利（F. P. Henry）曾因「慢速且帶有極大旋轉的投球」而受到關注，但並非真正的曲球。
在1876年，西儲學院（現凱斯西儲大學）的克拉倫斯·艾米爾·艾倫（Clarence Emir Allen）成為第一位完善曲球技術的已知大學棒球選手。他與隊友約翰·P·巴登（John P. Barden）憑藉曲球聲名鵲起。

### 倫理爭議與科學研究
曲球的出現一度引發倫理爭議，例如哈佛大學校長查爾斯·艾略特（Charles Eliot）曾批評曲球為「不誠實」的投球方式，違背正直的運動精神。然而，隨著棒球技術的發展，曲球逐漸被接受，成為現代棒球的重要一環。
1949年，西科斯基飛機公司的空氣動力學工程師拉爾夫·B·萊特富特（Ralph B. Lightfoot）透過風洞實驗，證實了曲球變化的科學原理，解釋了馬格努斯效應（Magnus Effect）如何影響球的旋轉與軌跡。

### 曲球在日本的發展
曲球在日本的歷史同樣悠久，據說新橋運動俱樂部的平岡凞是日本最早投出曲球的投手。在日本職業棒球（NPB）中，曲球曾是最常見的變化球。然而，隨著滑球（Slider）、叉指球（Splitter）、卡特球（Cutter）和二縫線快速球（Two-seam Fastball）等高速變化球的興起，自1980年代中期以後，投曲球的投手逐漸減少。

## 曲球的握法與投球方式

### 曲球握法
曲球的握法通常是將中指置於球的長縫線上並與縫線平行，拇指壓在球另一側的縫線後方，形成類似握住杯子的手勢。如果從上往下看，手形應該像一個“C”，馬蹄形縫線的開口朝向掌心，與拇指的輪廓吻合。食指與中指並排，無名指和小指向掌心彎曲，有些投手會將這兩根手指伸直以避免干擾投球。曲球的握法可能因投手習慣有所不同，例如握住球較薄一側的縫線，使用拇指、食指和中指三指抓球。

### 投球方式
出手時，投手需將手腕快速向順時針方向旋轉（以右投手為例），並用食指和中指輕彈球體以施加旋轉。這種旋轉會產生曲球特有的前旋（Top-spin），與四縫線快速球的後旋（Back-spin）相反。當球脫離拇指和指尖的瞬間，手臂的揮動力和手腕的旋轉力共同決定了球的旋轉速度與軌跡。
根據不同的投球角度，曲球的特性也有所變化：
1.上肩投法：曲球會快速地從上往下掉落。
2.斜肩投法：球會向右打者的外角下墜。
3.側投或低肩側投：球在右打者的外角產生大幅度的水平偏移。
4.低肩投法：球的軌跡中會有短暫的上飄，但最終因重力作用下墜。

### 曲球特性
曲球的變化幅度取決於投手施加的前旋速度。投球動作越用力，變化幅度越大。一般來說，曲球的飛行軌跡呈弧形，會在靠近本壘板時急速下墜。由於需要施加強烈旋轉，曲球的速度通常低於快速球，變化幅度越大的曲球速度越慢。MLB的曲球平均速度約為123公里/小時，而大學水平的比賽中約為104至128公里/小時。
投手可以透過改變握球的深淺與放球點來調整曲球的變化幅度和方向。例如，改變放球點可以影響曲球橫向與下墜比例的變化，給打者製造更大的迷惑。失投的曲球（俗稱“高掛曲球”）因缺乏足夠的旋轉力，會高掛在好球帶內，容易被打者擊出強力安打或全壘打。
曲球在職業棒球中是一種流行且有效的球種，但由於其投法對手臂的壓力較大，基於投手健康考量，大學以下的比賽中較少使用。儘管曲球被認為難以學習，但掌握正確的握法與出手技巧，能讓曲球相較於快速球產生約7至20英寸的變化，成為投手有效的武器。

### 成功的曲球與配球策略
一顆成功的曲球需要具備以下特性：
1.顯著的下墜變化：曲球的快速下墜使打者難以精確擊球。
2.有效的節奏破壞：通過改變速度與軌跡，擾亂打者的揮棒節奏。
理想的曲球軌跡設計：
1.內角曲球：看似朝打者身體飛來，但最終掉進內角偏低的位置，令打者錯失最佳揮棒機會。
2.外角曲球：從正中偏高的角度出手，最後下墜至外角偏低的位置，誘導打者揮空或擊出弱球。
曲球若投得過高，通常缺乏足夠的下墜變化，反而成為打者最佳的攻擊目標。因此，合理設計配球策略至關重要。

### 特別技巧與投球示範
桑田真澄曾分享他的曲球投法：
1.握球方式：保持食指與中指併攏（如四縫線快速球的握法），中指置於球的中央稍微偏外側的縫線上，食指稍微懸空，拇指握住縫線固定球。
2.揮臂方式：投球時以類似空手刀劈砍的動作揮動手臂，不需刻意旋轉手腕，而是讓球自然“放掉”。
3.出手瞬間：當球從中指離開的瞬間，將中指向後拉，如同“刮球”般施加旋轉力。

### 曲球對健康的影響
由於投曲球需要非自然的手臂動作，這是一種進階的球路，對投手的手肘和肩膀存在固有的受傷風險。根據《紐約時報》於2012年3月12日的報導，有關曲球是否單獨導致年輕投手受傷，或者是否因投球次數過多而增加受傷風險的問題一直存在爭議。理論上，讓手臂的軟骨和肌腱充分發育可以降低受傷風險。雖然正確的投球姿勢可能具有保護作用，但文章引用了醫生詹姆斯·安德魯斯(James Andrews)的觀點，他表示許多青少年因神經肌肉控制不足、投球機制不正確以及疲勞而難以保持正確的姿勢。
投曲球最常受傷的部位包括手肘韌帶、肱二頭肌以及前臂肌肉。嚴重的手肘損傷需要通過肘部韌帶重建手術進行修復，即所謂的「湯米·約翰手術」(Tommy John Surgery)。

## 曲球的原理與運動分析

### 馬格努斯效應與曲球的變化
曲球的變化主要由馬格努斯效應（Magnus Effect）解釋。這一效應描述了旋轉球體因空氣流動與壓力差所產生的作用力，導致其軌跡發生彎曲的物理現象。

### 快速球與曲球的物理效應

#### 快速球
快速球在飛行中帶有後旋（Backspin），這使棒球在前方及下方形成高壓區域。棒球凸起的縫線增強了形成邊界層的能力，進一步擴大上下壓力差異。這種壓力差產生的浮升力，部分抵消了重力的影響，使快速球的下墜幅度減少。
快速球的這種特性使其在投手與本壘板之間的60英尺6英寸距離內，較無旋轉的球（如彈指球）下墜更少，因此給人一種“球在上升”的錯覺。

#### 曲球
相比之下，曲球具有前旋（Topspin），在棒球的上方形成高壓區域，並在下方形成低壓區域。這會導致額外的向下作用力，使曲球在飛行中不僅無法抵消重力，反而加速下墜。
這種顯著的壓力差使曲球呈現出快速的下墜變化，進一步增加了打者預測和擊球的難度。

### 視覺與錯覺：曲球的飛行特性

#### 視覺錯覺的爭論
曾有爭議認為，曲球的彎曲只是視覺錯覺。1949年，航空工程師拉爾夫·B·萊特富特（Ralph B. Lightfoot）通過風洞實驗，證實了曲球確實會彎曲。針對這種爭論，美國棒球名人堂投手迪齊·迪恩（Dizzy Dean）曾幽默地表示：「站在60英尺外的一棵樹後，我可以用『視覺錯覺』砸中你！」這句話強調了曲球的真實運動特性。

#### 錯覺的來源
儘管曲球的軌跡實際上是平滑的，但打者通常感知到它的運動軌跡突然發生劇烈變化。這種錯覺的原因在於：
1.當旋轉的球體進入打者的周邊視野時，大腦對其內部旋轉的運動感知被扭曲，導致感覺球突然下墜或偏移。
2.曲球的旋轉與快速下墜的特性，使其與打者的直覺預測存在顯著差異，進一步加強了錯覺。
2010年，一篇經過同行評審的文章深入探討了曲球所引發的視覺錯覺，從科學角度驗證了其成因。

### 曲球的運動原理

#### 旋轉與觀察角度
1.從投手的視角，曲球的旋轉軸通常為3–9方向，旋轉方向呈現12–6的正旋（12→6）。
2.從一壘側觀察，曲球會出現順時針旋轉，呈現向下的旋轉運動。

#### 流體力學解釋
根據柏努利定律（Bernoulli's Theory）和實驗觀察：
1.曲球表面的上方壓力高，下方壓力低，壓力差引發了馬格努斯力（Magnus Force）。
2.馬格努斯力的方向與地心引力一致，進一步加速了曲球的下墜。

#### 馬格努斯力的影響
馬格努斯力與重力相互作用，使曲球的下墜速度超過其他球種，成為棒球中下墜幅度最大的球路之一。這種快速且顯著的下墜效應，讓打者在瞬息之間無法準確判斷球路，增加揮棒難度。

#### 結論
曲球的運動特性結合了馬格努斯效應、流體力學以及視覺錯覺的影響，使其成為棒球運動中不可或缺的技術球種。一顆成功的曲球不僅需具備顯著的下墜變化，還需配合精心設計的策略，充分發揮其對打者的干擾作用，成為擊敗對手的重要利器。

## 曲球的變化類型

### 慢速曲球（Slow Curve）
慢速曲球是曲球的一種，其特點是球速特別慢且彎曲幅度大，與一般的曲球區分開來。由於與快速球之間的球速差異和變化量都很大，讓打者很難掌握時機與擊球點。
在某些情況下，慢速曲球與快速球的球速差可達40～50公里/小時以上，對打者來說非常難以配合。再加上它以自上而下的拋物線軌跡進入好球帶，使得擊中球的難度進一步提高。快速球的速度越快，與慢速曲球的球速差越明顯，其效果也越顯著。因此，慢速曲球的使用者多為本格派投手，如金田正一、堀內恆夫、今中慎二和岸孝之。
相反地，某些直球速度較慢的投手，則會為了增加球路的節奏變化而多投慢速曲球，代表性投手有星野伸之、山本昌及石川雅規。

### 強力曲球（Power Curve）
與慢速曲球相反，強力曲球指的是球速快、彎曲鋒利且幅度大的曲球。有時被稱為「Power Curve」。這種曲球不同於一般的曲球，主要依靠變化的犀利程度來誘導打者揮空，而非單純改變打者的節奏。
在美國職棒大聯盟（MLB）中，這種曲球被稱為「尖刺曲球（Spike Curve）」；在日本職棒（NPB）中，則被稱為「硬曲球（Hard Curve）」，主要由本格派投手使用。
NPB的代表性投手包括澤村榮治、外木場義郎、達比修有、石川柊太等人；MLB中則有佩德羅·馬丁內斯（Pedro Martínez）、A.J.巴內特（A.J. Burnett）、大衛·普萊斯（David Price）及托尼·巴內特（Tony Barnette）等人。

### 垂直曲球（Drop Curve）
垂直曲球（英：Drop Curve）是指比普通曲球擁有更多上旋（Topspin）成分，並能在垂直方向上發生較大變化的球種。
垂直曲球自19世紀開始出現，最初被視為與曲球不同的球種，但由於兩者在變化和投法上的相似性，後來被認為屬於同一類型。這種球路能上下移動打者的視線，擾亂其目測判斷。因其球速和變化量容易調整，在投球種類較少的時代，幾乎所有的上肩投手都頻繁使用它。在叉指球（Forkball）普及之前，垂直曲球是NPB中「下墜球」的代表之一，
在NPB，這種球路通常被簡稱為「下墜球」或「縱向曲球」。
如果投手能以完全垂直的手臂角度投出曲球，這種球會呈現純粹的垂直下墜軌跡，被稱為「12-6曲球」，其名稱源自球的下墜路徑，如同時鐘指針從12點移動到6點的方向，由於12-6曲球的旋轉軸與地面平行且與其飛行路徑垂直，在MLB中，這種球也被稱為「12-to-6 Curve」。
日本最早的使用者是青井鉞男，他是日本棒球創生時期舊制第一高等學校的投手。據說他在參訪橫濱外國人居留地運動場時習得此球種，並於1896年5月23日帶領一高棒球隊與橫濱外國人俱樂部比賽，成功戰勝對手。
NPB的代表性投手包括澤村榮治、金田正一、堀內恆夫、權藤博、金子千尋和武田翔太。MLB的代表性投手則有賽·揚（Cy Young）、桑迪·柯法克斯（Sandy Koufax）、諾蘭·萊恩（Nolan Ryan）、鮑勃·吉布森（Bob Gibson）、克萊頓·克蕭（Clayton Kershaw）及亞當·溫賴特（Adam Wainwright）。

### 滑曲球（Slurve）
當投手的手臂角度偏斜時，投出的曲球會同時向下並向投手非慣用手方向變化。在最極端的情況下，曲球會呈現非常寬的橫向變化。由於滑球（Slider）和曲球的握法幾乎相同，投球動作也相似，因此這種曲球的變化方式與滑球非常相似，俗稱為滑曲球（Slurve）。
曲滑球的旋轉軸仍然與飛行路徑大致垂直，但不同於12-6曲球，旋轉軸不與地面平行。有些投手投出的曲球可能與滑球或曲滑球的差異不明顯，甚至難以描述。這類曲球的另一種罕見稱呼是 1-7 曲球（右投手）或 2-8 曲球（左投手），也被稱為外曲球（Outcurve）或圓弧曲球（Roundhouse Curve）。

### 橫掃曲球（Sweeping Curveball）
當曲球的旋轉軸完全與其飛行路徑垂直，並且僅產生純側旋時（右投手為3-9方向，左投手為9-3方向），這種曲球被稱為 橫掃曲球（Sweeping Curveball）、平曲球（Flat Curveball） 或 飛盤曲球（Frisbee Curveball）。掃掠曲球仍然會因重力下墜，但由於缺乏前旋，下墜幅度比12–6曲球或其他變化曲球小得多。
這種側旋通常由側投或較低的低肩側投的手臂角度造成。但即使是手臂角度較高的投手，也可能因手指繞球側面而非越過球體上方的動作產生完全側旋。這種繞球的扭轉動作被認為會對靠近手肘的手臂部位造成傷害。
NPB的代表性投手為杉浦忠，曾以側投方式投出近乎水平彎曲的橫掃曲球。

### 彈指曲球（Knuckle Curve）
彈指曲球（英：Knuckle Curve）是一種比普通曲球下墜幅度更大的球種。
投球時，將食指（或食指與中指）豎直置於球上，投球時透過彈動豎直的手指來施加旋轉，或是將豎直的手指深入球體來製造旋轉。無論使用哪種方式，彈指曲球的控球難度較高。
在日本，廣田浩章於1980年代後期開始投此球種，但當時「彈指曲球」的名稱尚未普及，廣田本人也將其作為彈指球投出。NPB的代表性投手包括五十嵐亮太、里克·范登赫克（Rick van den Hurk）和布蘭登·迪克森（Brandon Dickson）；MLB中則以麥克·穆西納（Mike Mussina）最為知名，此外佩德羅·馬丁內斯、A.J.巴內特的強力曲球實際上也是彈指曲球的握法。另有投手如克雷格·金布雷爾（Craig Kimbrel），雖採用彈指曲球握法，但投出的球路更接近滑球或曲滑球。
儘管握球方式與彈指球相似，彈指曲球與彈指球完全不同。彈指球通過減少旋轉來製造變化，而彈指曲球則依靠強烈的正旋轉來產生曲線變化。

### 宜野座曲球（Ginoza Curve）
宜野座曲球是一種特殊的曲球，由沖繩縣立宜野座高等學校棒球部總教練奧濱正所傳授，其特徵是強烈的縱向旋轉。在第73屆選拔高等學校棒球大會中，以21世紀枠身份出場的比嘉裕使用此球種，引起話題。
宜野座曲球透過內旋向外的動作，使用食指切割縫線以施加強烈旋轉。奧濱正根據他曾經練習過的鐵餅投擲經驗開發出此球種。由於這種投法的特殊性，曾遭到「不合理」「易受傷」的批評，但奧濱認為：「投球後手臂自然向外側展開，反而是普通曲球的內旋動作不自然，宜野座曲球是一種合理的投球方式。」
此球種成名後，每年最多有近50名教練拜訪奧濱請教技術。然而，由於宜野座曲球需要長時間慢慢讓投手掌握，因此在其他學校幾乎未被普及。
截至2019年5月，奧濱正已58歲，接近退休年齡，並因腎臟疾病難以繼續在私立學校執教。他對宜野座曲球技術的傳承可能中斷表示擔憂。

### 滑球、曲滑球與曲球的關係
滑球的旋轉軸幾乎與球的飛行路徑平行，類似於橄欖球或子彈的旋轉，但會略微向上傾斜，指向12點方向。如果滑球的旋轉軸指向1點或2點，則會變成滑曲球（Slurve）。
滑曲球通常是因投手在投擲曲球時用力過猛而缺乏細膩控制，導致在出手點稍微內旋而非完全外旋。相反，若投手在投滑球時出手點過度外旋，則可能出現帶有曲球特徵的滑球，俗稱斜滑球（slurvy slider）。
如果滑曲球的球速與強力滑球（比快速球慢8～12公里/小時）相同，則可能具有更大的變化幅度。